# Ahmad Haidar Anuawar
Ahmad Haidar Anuawar, né le 25 avril 1986, est un coureur cycliste malaisien.

## Palmarès
- 2007
  - 3e étape du Tour du Siam
  - 3e étape du Cepa Tour

## Classements mondiaux
| Année           | 2005 | 2006 | 2007 | 2008 | 2009 | 2010 | 2011 | 2012 | 2013 | 2014 |
| --------------- | ---- | ---- | ---- | ---- | ---- | ---- | ---- | ---- | ---- | ---- |
| UCI Africa Tour |      |      |      |      |      |      |      |      |      | 150e |
| UCI Asia Tour   | 182e | 243e | 71e  | 113e | 140e | 258e |      |      |      |      |